# Banswara
|  | Per a altres significats, vegeu «Banswara (ciutat)». |

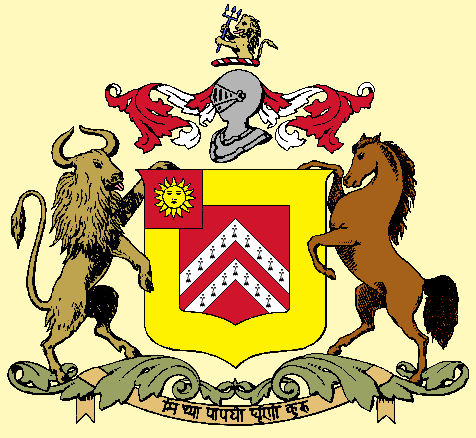
Escut

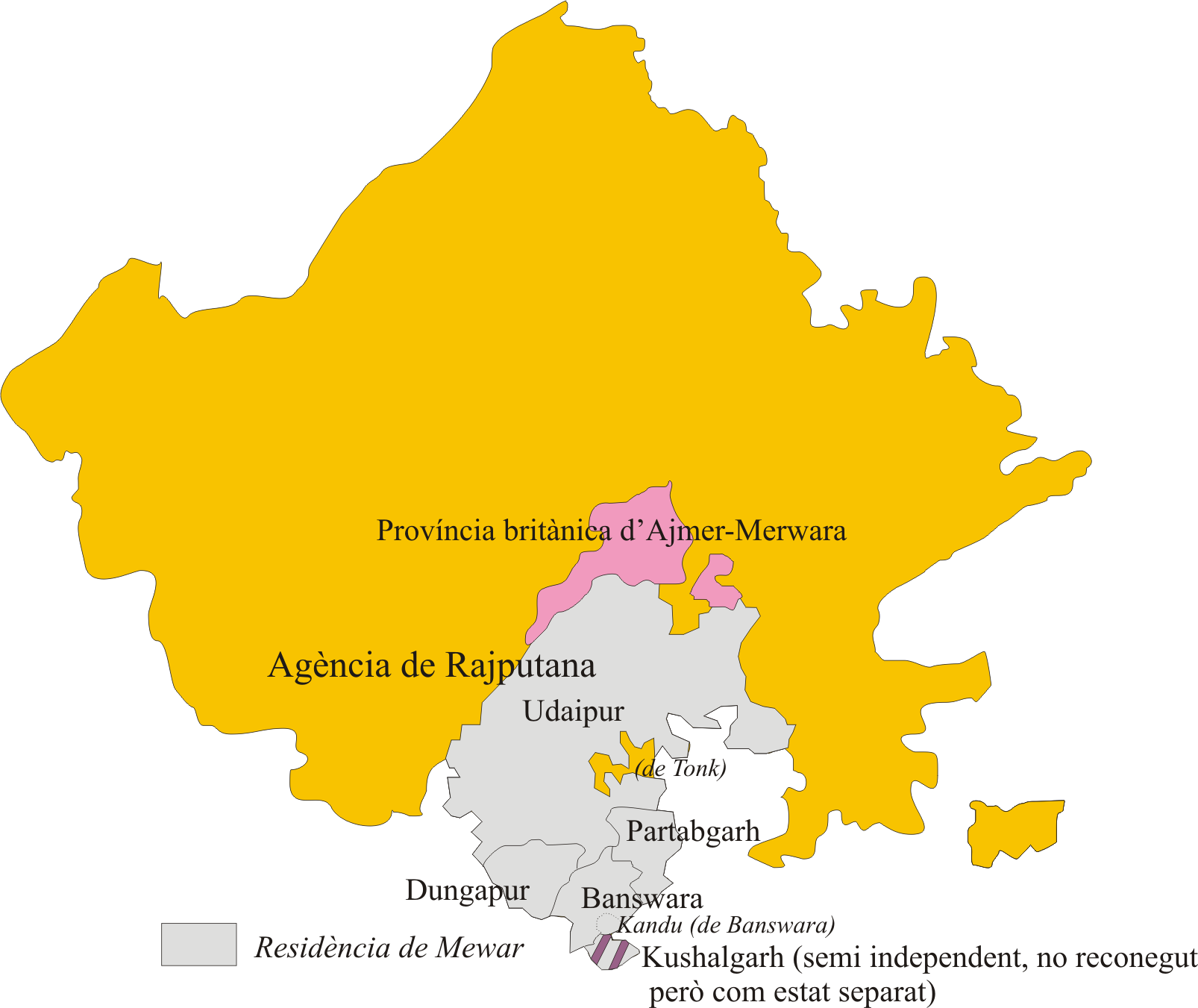
Agència de Mewar dins l'Agència de la Rajputana, a la que pertanyé Banswara

Banswara fou un estat rajput de la part sud de Rajputana amb una superfície de 5.040 km². Tenia al nord Partabgarh i Mewar, a l'oest Dungarpur i Sunth, al sud Jhalod, Jhabua i una part del Patlawan (pergana d'Indore), i a l'est Sailana, Ratlam i Partabgarh. El seu nom derivaria d'un cap bhil anomenat Wasna, la ciutat del qual (pal) era al lloc de la ciutat de Banswara, i fou derrotat i mort el 1530 per Jagmal, el primer sobirà de l'estat; una altra versió és que el nom vol dir bambú (localment anomenat bans). El més destacat de l'estat era el gran temple jain de Kalinjara i una dotzena de temples hindús i jains a Arthuna (al sud-oest de l'estat)

## Geografia
La part occidental estava ben cultivada però el sud i est és muntanyós i rocós i ple de jungla i bosc. El riu principal era el Mahi que va provocar greus inundacions el 1858; el seu afluent principal, l'Anas, que entra a l'estat pel sud forma la frontera amb Jhalod; altres rius són l'Erau (Airaw) i el Chap. És considerat la millor part de Rajputana sobretot quan verdeja després de les pluges.
La temperatura és de 42 graus a l'estiu i 14 a l'hivern. Les pluges són variables. Com animals principals alguns tigres, lleopards, ossos, cérvols localment sambar (cervus unicolor) i chital (C. Axis), junt amb llops i gossos.

## Demografia
L'estat tenia 1.287 ciutats i llogarets i la seva població era el 1881 de 152.000 habitants, el 1891 de 211.600 habitants i el 1900 de 165.000; aquest darrer cens és més acurat, ja que als altres es van incloure els habitants de l'estat de Khusalgarh i els bhils dispersos, però la reducció es va deure principalment a les morts produïdes per la fam de 1899-1900; els ramats van quedar reduïts entre un 30 i un 50%. Fins al 1901 l'estat estava dividit en nombrosos districtes (thanas) però es van demostrar innecessàries i finalment aquell any es van reduir a dos: nord (amb capital a Bhongra) i sud(amb capital a Kalinjara). La majoria de la població era animista amb un 30% d'hindús; les llengua més parlada era el bhili o vagdi. El poble dels bhils eren la majoria amb 104.000 (63%), seguit dels kunbis (11.000), brahmans (9500), mahajans (7000) i rajputs (5000).

## Economia
El 67% de la població es dedicava a l'agricultura, destacant la producció de cotó a la vora del riu Mahi; es produeix també fusta negra i altres; en fruites el mango i el dàtil; es produïa també bambú, però com que els bhils no respectaven la jungla la producció va quedar afectada per una sobreexplotació.
En productes minerals hi havia mines de ferro explotades a Khamera i Loharia però foren abandonades; hi havia també pedreres a Talwara i Chhinch. L'estat no tenia ferrocarril i les carreteres eren dolentes; quatre oficines de correus britàniques s'ubicaven a Banswara, Chhinch, Kushalgarh i Garhi; l'oficina de telègraf era només a Banswara.
L'artesanat fabricava objectes de fusta i joies de plata; es produïa també material textil basat en el coto.

## Govern, justicia, moneda, exèrcit
L'administració la porta el cap de l'estat amb assistència d'un kamdar o ministre amb un thanadar amb limitats poders a cada districte i un tahsildar a cada gran districte o divisió (tahsil). El 1904 per l'avançada edat del Maharawal es va establir un consell de govern dirigit pel resident britànic que va estar en funcions fins al 1906.
La justícia era administrada pels thanadars en els casos lleus (el faujdar a la capital) i el kamdar decidia els casos greus de vegades amb intervenció del maharawal (el sobirà). Els jutges civils eren els panchayat, que eren molt apreciats pel poble perquè sempre imposaven una justícia satisfactòria per tots. Vers 1905 es va introduir l'administració de justícia pels tahsildars (nivell inferior), el faujdar (primer nivell) i la cort de sessions presidida pel maharawal com a cort d'apel·lacions; les sentencies a mort necessiten la confirmació de l'agent britànic a Rajputana; en temes civils els panchayat van romandre amb algun afers delegats al faujdar.
La moneda de l'estat era el Salim Shahi.
Un exèrcit de 19 membres de la cavalleria i 461 d'infanteria irregulars va existir fins al 1905. Després es va abolir i es va crear una força de policia de 180 homes. La presó de Banswara era extremament insana i al segle XX se'n va construir una de nova.

## Educació, sanitat
Només el 2% de la població sabia llegir i escriure el 1901 (4% homes, però 0,1% de dones. El 1903 hi havia quatre escoles primàries on estudiaven uns 250 nois i en aquest any es va obrir una escola en anglès. Posteriorment es van crear noves escoles fins a 14 amb 440 alumnes.
L'estat comptava amb dos hospitals. Les campanyes de vacunacions van començar el 1904.

## Història
Després de la dissolució de l'Imperi Kushana alguns caps sakya van romandre a la regió de Malwa i foren conegut com els Kshatrapa, el darrer rei dels quals, Rudradaman III, fou derrotat pel rei gupta Chandra Gupta Vikramaditya II el 388. Els guptes foren al seu torn expulsats pels invasors huns dirigits per Toramana el 499. Dels següents cinc segles no se'n sap res.
Al segle X la regió va passar als Paramara que van tenir capital a Arthuna. Una inscripció al temple de Mandanesh o Mandlesar d'Arthuna datada el 1080 indica que aquesta ciutat era llavors una gran capital anomenada Uchhunak Nagar (o Patan) i capital dels caps Paramara de Bagar. El 1179 el Paramara foren expulsats per Samant Singh de Mewar; la regió va passar als Solanki i als Chalukya de Gujarat fins al 1196.
Entre el segle XIII i el XVI el país formava part de Dungarpur o Bagar com era generalment anomenat. Va esdevenir estat separat quan, segons una versió, Udai Singh de Bagar, mort a la batalla de Khanua el 1527, va repartir el seu domini entre dos fills, Prithwi Raj i Jagmal; aquest darrer va rebre els dominis orientals; una altra versió diu que Jagmal fou deixat per mort a Khanua però es va recuperar i va tornar al seu país on fou acusat de ser un impostor; es va apoderar de la zona al nord de Banswara i va iniciar la guerra contra el seu germà Prithwi Raj; després d'un temps de guerra els dos germans van decidir repartir-se el país el 1530, segons l'arbitratge del raja de Dhar i el riu Mahi fou fixat com a frontera entre Banswara i Dungarpur. Així els sobirans de Banswara serien una branca menor dels sesòdia rajputs.
De posterior sobirans (títol rawal) hi ha notícies destacades d'alguns com Kushal Singh (finals del segle XVII) que hauria arrabassat als bhils el sud-est anomenat en endavant Khusalgarh; i Prithwi Singh (1747-1786), el primer que va agafar el títol de maharawal, que va saquejar el veí estat de Sunth i va ocupar el districte de Chilkari (o Shergarh) situat al sud-oest de Banswara. Aquestos districtes eren governats al segle XIX i XX cadascun per un rao (noble principal) anomenats rao de Kushalgarh i rao de Garhi.
Al final del segle XVIII va pagar tribut al raja mahrata de Dhar. El 1812 el sobirà va oferir als britànics una aliança a canvi d'expulsar els marathes, i finalment el tractat de protectorat fou signat el 6 de novembre de 1818 amb un acord per obeir les instruccions britàniques i pagant un tribut màxim de 3/8 dels seus ingressos. El 1899 es va incrementar degut a la necessària intervenció britànica pel gran desordre a l'administració.
Lakhsman Sing va morir el 29 d'abril de 1905 després de més de 61 anys de regnat i el va succeir el seu fill gran Shambu Singh, nascut l'octubre del 1868. El va succeir Prithwi Singh II amb el títol de Sri Raj-i-Rajan Maharawal i amb dret de salutació de 15 canonades. El 1913 part dels bhils es van revoltar dirigit per uns reformadors socials, Govindgiri i Punja, però la revolta fou dominada el novembre d'aquell any; centenars de bhils foren massacrats al turó de Mangarh on estaven reunits pacíficament, esdeveniment conegut com la matança de Mini Jalianwala Bagh. El lloc va esdevenir sagrat i és conegut ara com a Mangarh Dham.
El darrer sobirà Chandra Vir Singh (1944-1947) va governar fins a l'entrada de l'estat a l'Índia el 15 d'agost de 1947. El 3 de febrer de 1939 va formar el "Rajya Parishad" un consell de 32 membres amb poder per presentar preguntes, adoptar resolucions i implementar lleis amb consentiment del maharaja; el diwan era el president del Rajya Parishad. El maharaja va impulsar una constitució (State Constitution Act, 1946) que establia modificacions en el consell (ara Vidhan Sabha) que passava a tenir 35 membres dels quals 32 serien elegits i 3 ministres serien els altres membres; les primeres eleccions al Vidhan Sabha es van fer el setembre del 1947 en què va guanyar la majoria el Praja Mandal de Banswara. El consell va obrir sessió el 18 de març de 1948, i va suspendre la sessió fins al dia 30 de març.
En aquest moment s'havia format la Unió de Rajasthan amb Banswara, Bundi, Dungarpur, Jhalawar, Kishangarh, Pratapgarh, Shahapura, Tonk i Kotah, que fou inaugurada el 25 de març de 1948, amb capital a Kota. Tres dies després s'hi va afegir Udaipur i es va reinaugurar el 18 d'abril de 1948. Així la reunió del Vidhan Sabha de Banswara ja no es va produir mai. Altres estats es van afegir a la unió, com Bikaner, Jaisalmer, Jaipur i Jodhpur i es va formar el Gran Rajasthan el 30 de març de 1949. La Unió de Matsya hi va ingressar el 15 de maig de 1949. Banswara com a membre de l'estat de Rajasthan, va formar un districte junt amb Kushalgarh i Garhi.

## Llista de sobirans
- 1527-1541 Jagmal Das
- 1541-? Jai Singh
- ? Pratap Singh
- ? Khana Dev
- ? Kalyan Singh
- ? Agar Singh
- ? Udai Singh I
- ? Samar Singh
- ? - 1688 Kushal Singh
- 1688 - 1702 Ajab Singh
- 1702 - 1713 Bhim Singh
- 1713 - 1737 Bishan Singh
- 1737 - 1747 Udai Singh II
- 1747 - 1786 Prithwi Singh I
- 1786 - 1816 Bijai Singh
- 1816 - 1819 Umaid Singh
- 1819 - 1838 Bhawani Singh
- 1838 - 1844 Bahadur Singh
- 1844 - 1905 Lakshman Singh
- 1905 - 1914 Shambhu Singh
- 1914 - 1944 Prithwi Singh II
- 1944 - 1947 Chandra Vir Singh (+1985)

Per la genealogia dels sobirans de Banswara vegeu Indian Princely States, thikanas and Zamindaris

## Bandera i escut

bandera

La bandera de l'estat i del sobirà és vermella amb una vora groga als quatre costats. Està datada suposadament el 1581.
L'escut fou dissenyat per R. Taylor el 1877 i va agafar els colors de la bandera. És un escut de gules de vora daurada amb dos franges de plata amb forma de muntanya amb la punta amunt (chevrons), i amb erminis a l'interior dels chavrons; al cantó un quadre de gules i dins un sol daurat en esplendor de 12 rajos, amb una cara; al damunt de l'escut un elm daurat amb llambrequins vermells i blaus; de timbre un mig lleó portant un trident (localment trisul) tot daurat; l'escut és sostingut per un brau negre amb corns naturals a l'esquerra i un cavall blanc a la dreta amb el cabell i la cua negres; a la part de sota una cinta blanca amb lletres vermelles (sànscrit) amb el lema que diu "Mitya Papayor Grinankuru", la cinta sostinguda per unes anses daurades. Imatge a : Indian Princely States, thikanas and Zamindaris amb l'escut a dos colors.
L'estat de Banswara va emetre segells de correus propis.